# Павловський Олександр Дмитрович
Олександр Дмитрович Павловський (13 жовтня 1857, Чуфарово — 8 жовтня 1946) — російський мікробіолог, хірург, доктор медицини, професор Київського університету, протягом тривалого часу працював у Києві. Прадід Данила Яневського.

## Життєпис
У 1881 закінчив Санкт-Петербурзьку військово-медичну академію. Потім понад 10 років вивчав медицину та працював у Німеччині та Франції, його вчителями були Рудольф Вірхов, Роберт Кох, Луї Пастер. У 1884 р. захистив дисертацію, здобувши ступінь доктора медицини.
У 1894 році з його ініціативи в Києві заснували «Товариство для боротьби із заразними хворобами». Створив і очолив першу пастерівську лабораторію, на базі якої в 1896 р. організували Бактеріологічний інститут, який він очолив і для якого під його керівництвом спорудили спеціальне приміщення.
Брав участь у російсько-японській війні (1904—1905), де надавав хірургічну допомогу пораненим у польових госпіталях. Під час Першої світової війни — начальник Київського госпіталю Червоного Хреста.
Професор Київського університету святого Володимира. У 1919 р. разом із групою професорів цього вишу емігрував за кордон.
Автор понад 100 наукових праць, присвячених вивченню мікроорганізмів, що містяться в повітрі, механізму зараження туберкульозом, риносклеромою, розвитку хірургічних інфекцій, удосконаленню методів виготовлення протидифтерійної сироватки та одержанню нових видів сироватки проти стрептококової інфекції, правця та інше. Відомий своїми працями з військово-польової хірургії.
У 1897 році створив риносклерин — препарат для лікування риносклероми. У 1895 році вперше в Росії отримав протидифтерійну сироватку.
Серед наукових праць: «Бактеріологічні дослідження» (1886); «Боротьба із заразними хворобами» (1897); «Принципи і завдання сучасної хірургії» (1889); «Газова гангрена, газова флегмона і бронзова рожа. Етіологія їхня та клініка» (1917); «Висипний тиф і зворотний тиф» (1919).
Помер 8 жовтня 1946 року.
Правнуком Олександра Павловського є Данило Яневський.